# Barydia bufo
Barydia bufo är en fjärilsart som beskrevs av Achille Guenée 1852. Barydia bufo ingår i släktet Barydia och familjen tandspinnare. Inga underarter finns listade i Catalogue of Life.